# Huta-Morozivska, Dunaiivți
Huta-Morozivska (în ucraineană Гута-Морозівська) este un sat în comuna Moroziv din raionul Dunaiivți, regiunea Hmelnîțkîi, Ucraina.

## Demografie
Componența lingvistică a localității Huta-Morozivska
     Ucraineană (98,84%)
     Rusă (1,16%)
Conform recensământului din 2001, majoritatea populației localității Huta-Morozivska era vorbitoare de ucraineană (98,84%), existând în minoritate și vorbitori de rusă (1,16%).